# Siptah
Siptah war der 7. altägyptische König (Pharao) der 19. Dynastie (Neues Reich) und regierte von 1198 bis 1193 v. Chr. beziehungsweise von 1196 bis 1190 v. Chr.

## Herkunft
Vermutlich war er der Sohn seines Vorgängers Sethos II. mit einer syrischen Nebenfrau namens Sutiraja, welche auf dem Relief E 26901 im Louvre erscheint. Die Identifizierung als die Mutter von Siptah ist jedoch nicht sicher.

## Name
In seinen ersten beiden Regierungsjahren trug Siptah den Eigennamen „Ramses-Siptah“ und den Thronnamen „Schai-n-Re meri-Amun“. Ab seinem dritten Herrschaftsjahr lautete der Eigenname „Merenptah Siptah“ und der Thronname „Ach en Re setep en Re“ beziehungsweise „Ach en Re meri Imen“. Die Hintergründe für den Wechsel beider Namen sind nicht bekannt.

## Belege
Siptah ist durch verschiedene Inschriften und Darstellungen belegt, vor allem aus Wadi Halfa und Abu Simbel. Weitere finden sich in Sehel, Amada, Assuan und Gebel es-Silsileh. Denkmäler aus seiner Regierungszeit sind sein Grab KV47 im Tal der Könige und sein Totentempel sowie zwei von Amenmesse usurpierte Stelen aus el-Qurna. Auch im Grab der Tausret wird Siptah durch eine Darstellung genannt.

## Herrschaft
Nach dem Tod des Thronfolgers Sethi-Merenptah rückte Siptah in dieser Position nach. Seine Thronbesteigung wurde zwischen dem 28. Achet IV und dem 19. Peret I vollzogen. Er  regierte anschließend 5 Jahre und 9 Monate. Da er seiner Mumie zufolge zum Zeitpunkt seines Todes etwa 20 Jahre alt war, ist sein Alter bei der Thronbesteigung auf etwa 14 Jahre anzusetzen. Siptah leitete die Grablegung seines Vaters Sethos II., dessen Tag des Begräbnisses aus einem Graffito im Grab KV14 hervorgeht: Jahr 1 Siptah, 11. Schemu III.
Die Regentschaft für den jungen König führte jedoch zunächst dessen Stiefmutter Tausret, die Große königliche Gemahlin Sethos II., unter Beteiligung des syrischen Schatzmeisters Bay. Dieser war bereits zur Regierungszeit Sethos II. mit bedeutenden Aufgaben betraut gewesen. In seinem ersten Regierungsjahr setzte Siptah als neuen Vizekönig von Kusch in Nubien einen gewissen Sethi ein. Spätestens ab Jahr sechs ist dieser dann von Hori II. abgelöst worden. Zudem holte er den Wesir Hori von Memphis nach Theben und beauftragte ihn mit der Verwaltung seines Totentempels sowie mit verschiedenen Steinbrucharbeiten und der Bauleitung in der thebanischen Nekropole.

## Tod und Nachfolge
Siptah starb in seinem sechsten Regierungsjahr und wurde in Grab KV47 im Tal der Könige bestattet. Sein Sarg und seine Mumie wurden 1898 im sogenannten „Mumienversteck“ (Mumiendepot) im Grab Amenophis II. (KV35) gefunden. Seine untersuchte Mumie gab nicht nur Aufschluss über sein Alter, sondern auch darüber, dass der König an spinaler Kinderlähmung mit Klumpfuß litt. Die direkte Nachfolge übernahm seine Stiefmutter Tausret, die seine Regierungsjahre den ihren hinzurechnete.

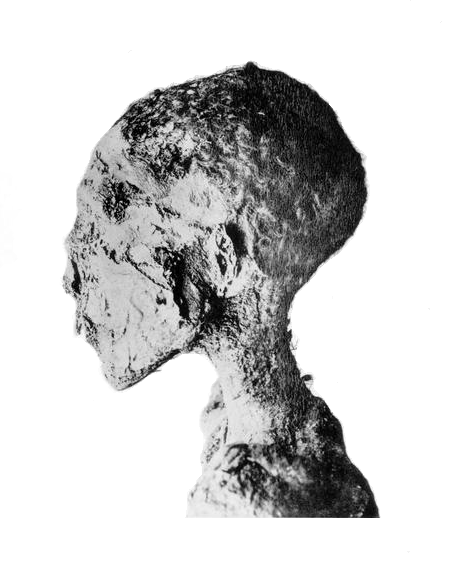
Kopf der Mumie von Siptah
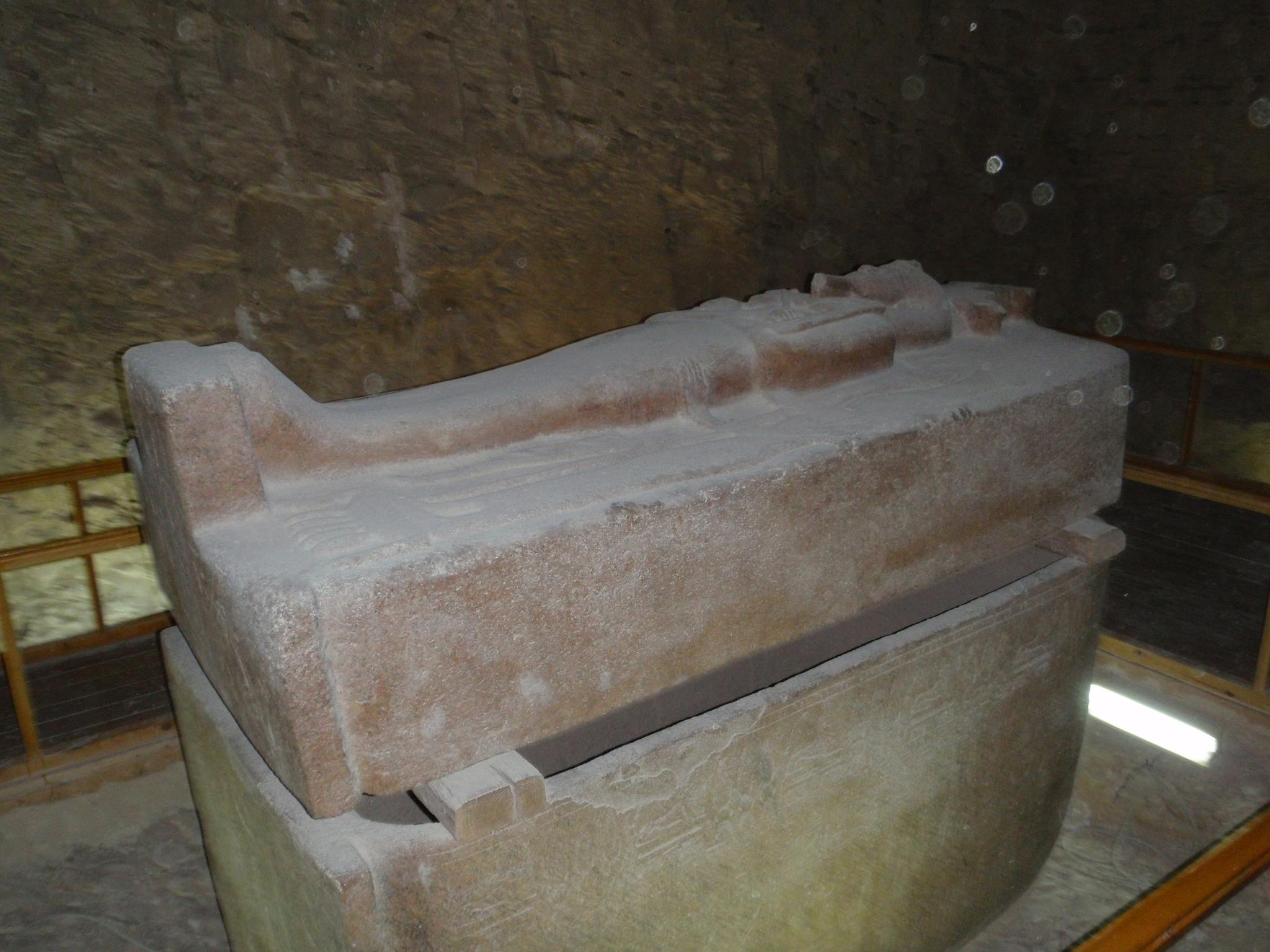
Sarkophag des Siptah